# Mercadia Holland BV
Mercadia Holland BV este o companie de retail controlată de omul de afaceri Dinu Patriciu.
Grupul Mercadia Holland BV deține pachetele majoritare ale companiilor MiniMax Discount, Mic.ro, Bet Cafe Arena și iLearn.
Mic.ro Retail și-a început activitatea pe piața românească de retail în aprilie 2010, prin lansarea unei rețele de magazine de proximitate.
În prezent (august 2010), rețeaua Mic.ro are 76 de unități comerciale în București.
Bet Cafe Arena, lansată în 2010, activează în industria jocurilor de noroc - în prezent fiind deschise 70 de astfel de cafenele pe întreg teritoriul țării.
iLearn este o companie înființată în 2010, care oferă servicii de consultanță în domeniul resurselor umane.
La data de 5 octombrie 2010, rețeaua mic.ro a ajuns la 113 magazine, în București și în jurul acestuia (Snagov, Gruiu, Ciofliceni etc.).
În aceeași zi au fost lansate și magazinele mobile, în rulotă, care vor ajunge în octombrie la un număr de 20 de unități, iar la finele anului 2010 – la 50.
Compania Mercadia Holland BV are în plan deschiderea, până în 2012, a 1.000 de magazine fixe Mic.Ro, precum și dezvoltarea unei rețele de 2.000 de magazine mobile.
Rețeaua de 31 de magazine miniMAX Discount a fost cumpărată în august 2010
În 19 mai 2011, Mercadia Holland a inaugurat primul magazin din rețeaua MACRO, la Brașov.